# Estación General Lorenzo Vintter
General Lorenzo Vintter es una ex estación de ferrocarril ubicada en la ciudad de General Lorenzo Vintter, Departamento Adolfo Alsina, Provincia de Río Negro, Argentina. La estación fue punta de riel del ramal remolachero Línea Económica al Valle del Río Negro.
Fue la única estación en todo su ferrocarril que utilizó dos trochas diferentes para operar. Esta especificidad de poder operar dos tipos de anchos de vías (0.75 y 1676) solo fue compartida por las estaciones Comodoro Rivadavia y Ingeniero Jacobacci. De este modo, estas tres estaciones operaron los mismos tipos de vías y fueron cabeceras de sus respectivos ferrocarriles.

## Toponimia
El nombre de esta estación tiene su origen en el homenaje al General Lorenzo Vintter, un militar argentino de ascendencia alemana. Además, fue gobernador de Río Negro y de Formosa. Su gran carrera militar lo destacó como figura durante la campaña del Desierto.

## Ubicación
Se encuentra a 120 km al oeste de la ciudad de Viedma.

## Historia
En torno a la estación se desarrolló un pueblo. Desde entonces progresó hasta su clímax con la implementación del ramal remolachero Línea Económica al Valle del Río Negro, la cual tenía perfil industrial y traía los productos agrícolas de la Compañía Industrial Agrícola  San Lorenzo Limitada asentada en el valle del río Negro hasta Vintter. Mientras se mantuvo activo el Ingenio San Lorenzo, Vintter fue un caserío que albergó a varios cientos de personas en la década del 30 y del 40.

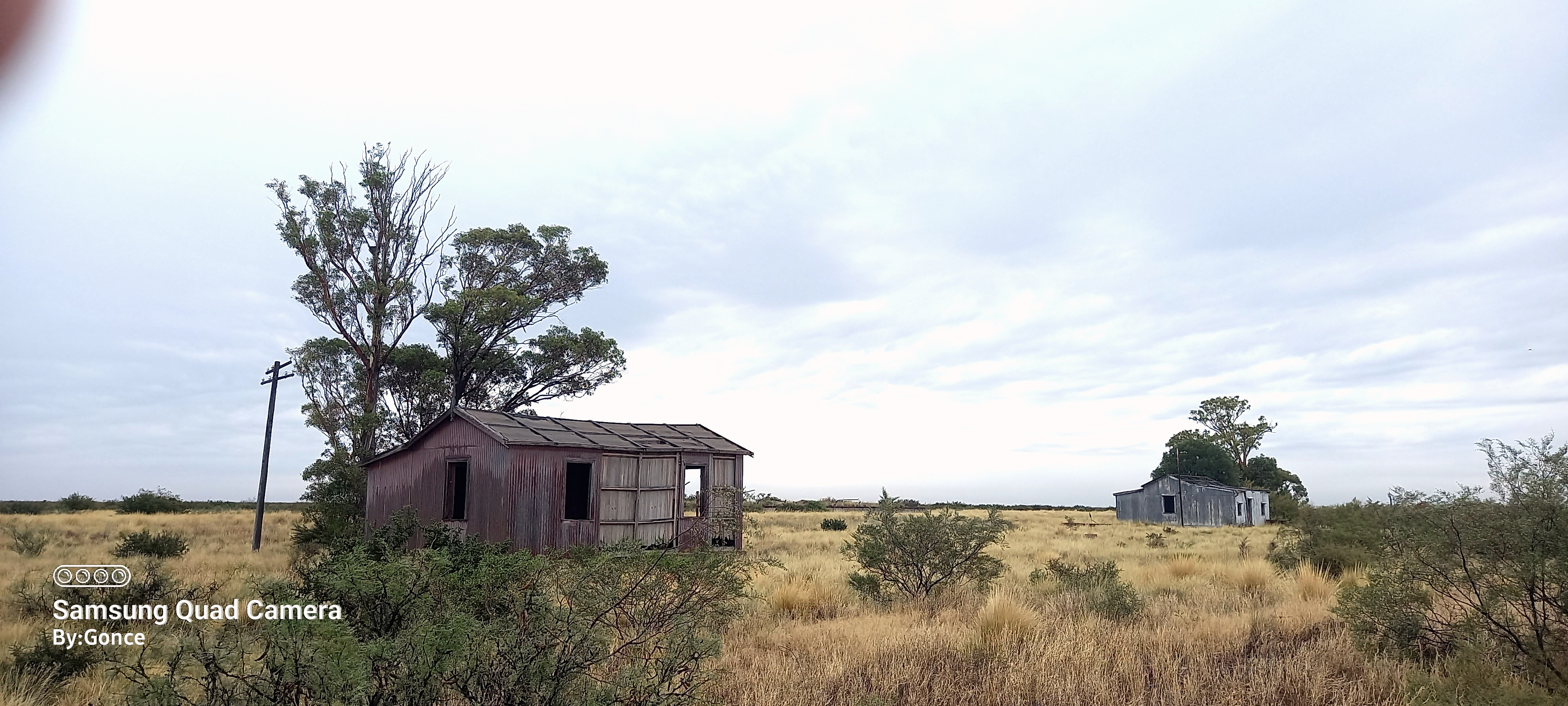
Ambas estaciones General Lorenzo Vintter abandonadas y a poca distancia.

Para 1961 el ramal de trocha angosta fue cerrado y el pueblo entró en proceso de despoblación hasta que en 1993 el ferrocarril fue cerrado por el peronista Carlos Menem y condenó definitivamente al poblado. La actividad ferroviaria se retomó con la empresa SEFEPA desde 1995 y el jefe de estación libró una batalla contra los visitantes que buscaban saquear los valiosos picaportes de bronce, pesadas canillas, alguna maquinaria, básculas y salamandras que permanecían en las casas con el fin de adornar sus casas en San Antonio Oeste o Las Grutas. La batalla se perdió pronto y sólo la estación cuidada se salvó de ser depredada. Sin embargo, la acción heroica poco tiempo duró, ya que la empresa levantó el puesto y el sitio quedó abandonado y depredado. Actualmente, parte de lo que fuera el pueblo permanece en ruinas y sin habitantes; siendo el tanque del aguatero parece un faro sobre las ruinas. Además, permanecen un galpón en el que hubo un generador eléctrico con las cisternas se conservan y un pequeño depósito de durmientes para guardar algunas herramientas a las cuadrillas que llegan semanalmente de San Antonio Oeste a repasar las vías. En tanto, son visibles los restos de lo que fue la comisaría muestran pequeños espacios que se supone fueron calabozos. De la escuela, quedan unas vigas y los cimientos. Actualmente, ambas estaciones General Lorenzo Vintter permanecen en ruinas y abandonadas.

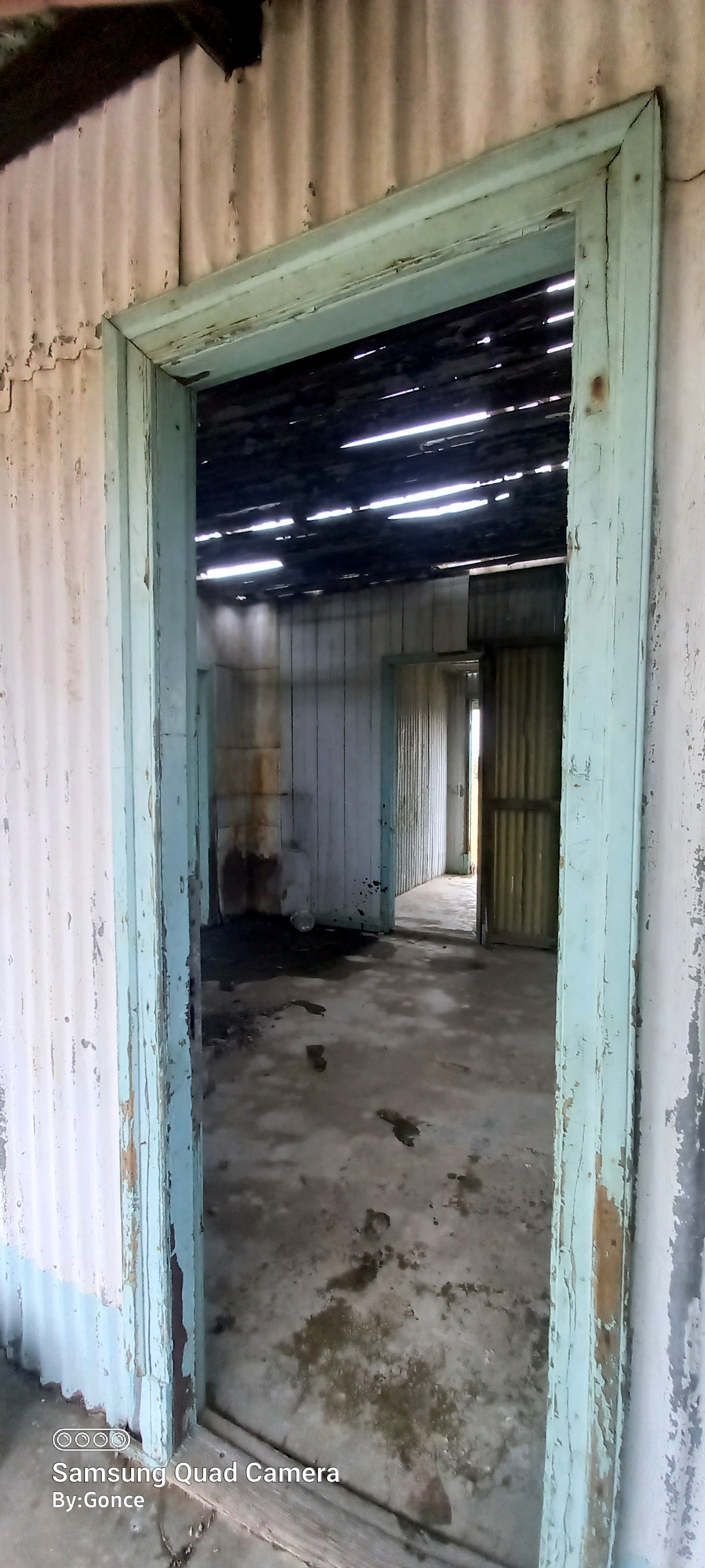
La estación abandonada está comenzando a ser destruida por el clima y el vandalismo.

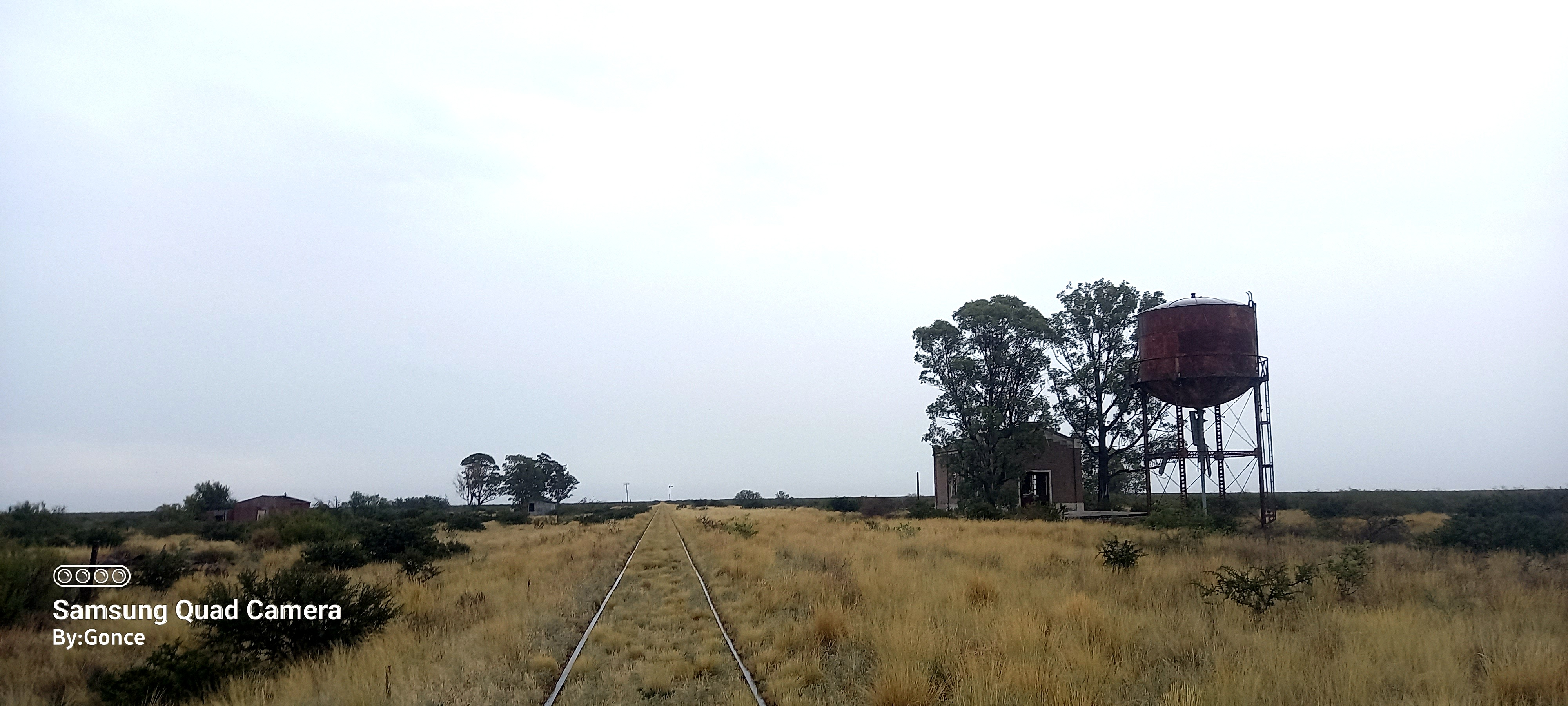
Tanque de hierro justo a la usina y cisternas. Ambas construcciones son vistas como faros a la distancia.

## Funcionamiento
El análisis de documentos como los itinerarios, informes y guías de horarios lo largo del tiempo muestra como fue variando la situación de este punto periodo de tiempo:
El primer itinerario que abordó la línea fue confeccionado el 10 de diciembre de 1934. El mismo, incluye al ramal azucarero y el de trocha angosta en las líneas del Estado; sección líneas Patagónicas. En este documento se demuestra que antes de la inauguración de 1935, el ferrocarril al ingenio ya estaba casi construido y en funcionamiento. De este modo, todos los puntos menos El Porvenir estaban creados y figuraban en el itinerario. Sin embargo, el viaje solo se realizaba para cargas condicionales para el tramo Ingenio/San Lorenzo - Vintter; y desde San Lorenzo en adelante se informaba la leyenda "en construcción" para estaciones Conesa y Sosa. Las cargas corrían en forma ascendente todos los días menos los domingos desde Vintter a las 8:00 y finalizando en San Lorenzo a las 13:00. En tanto, trenes descendentes corrían diariamente, menos los lunes, desde San Lorenzo a las 8 y arribo a Vintter a las 13:15. En cuanto al ramal de trocha angosta a Bariloche la estación era visitada por un servicio de pasajeros los días martes y sábados a las 15:04. Además, arribaban a Vintter trenes mixtos a las 18:27 de los miércoles; mientras que todos los días el servicio carguero pasaba por la estación en forma condicional a las 3:10. Tiendo General Lorenzo Vintter un intenso movimiento, pero que permitió la coexistencia de ambos ramales en esta estación.
El segundo documento que abordó el ramal fue la guía de horarios de Ferrocarriles del Estado de 1936. En la misma se centró en los servicios de pasajeros. En ella se detalló que el ramal operaba sus servicios con trenes mixtos desde estación Plaza Constitución los jueves desde las 20:15, pasando por estación Carmen de Patagones a las 12:20 y a las 16:17 arribaba a estación General Lorenzo Vintter. Luego, partía para terminar el viernes a las 21:20 en Sosa. En tanto, los domingos salía de estación Plaza Constitución a las 20:25, pasando el lunes por estación Carmen de Patagones a las 16:25 y a las 20:17 arribaba a estación General Lorenzo Vintter. Luego, la formación partía para terminar el martes a las 1:20 en Sosa. Por otro lado, el regreso se producía el jueves a las 3 a. m. desde Sosa y arribo a Vintter a las 7:15 y volver a salir de la misma a las 7:56. Una vez empalmada la trocha ancha se alcanzaba estación Carmen de Patagones a las 10:40 y se concluía en Constitución el viernes a las 10:50 del viernes. En cambio, el domingo la vuelta variaba partiendo a las 8:10 a. m. desde Sosa y finalizando en Vintter a las 12:35. Posteriormente, el viaje continuaba tras un trasbordo volvía a salir de la misma a las 14:03. Una vez empalmada la trocha ancha se alcanzaba estación Carmen de Patagones a las 17:00 y se concluía en Constitución el viernes a las 11:00 del lunes. Por otro lado, las novedades principales fueron que no se incluyó detalles del servicio de carga, pero sí un viaje de tipo expreso. Además, la unión de ambos ferrocarriles fue señalada con el empalme al Valle del Río Negro.
El tercer documento que abordó el ramal fue la guía de horarios de Ferrocarriles del Estado de 1938. En la misma no se detalló grandes diferencias respecto a la guía anterior. No obstante, hubo una mejoría en los tiempos y ramal continuó operaba sus servicios con trenes mixtos desde estación Plaza Constitución.
El itinerario de Ferrocarriles del Estado del 15 de diciembre de 1940 fue el último registro antes del cierre del ingenio y la caída de actividad. En el mismo no se hizo mención a Plaza Constitución como destino y se redujo los tiempos de trenes mixtos. El primer viaje partía los sábados desde Vintter a las 16:00 y finalizando a las 20:30 en Sosa. En tanto, el segundo partía el martes a las 20:50 y teniendo arribo el día miércoles a las 1:20 a Sosa. Por otro lado, el regreso se producía el viernes a las 4:40 a. m. desde Sosa y arribando a Vintter a las 9:10. Mientras que el lunes el regreso paría a las 10 a. m. desde Sosa y finalización en Vintter a las 14:30. En cuanto a los tiempos las formaciones de trenes mixtos unían la distancia con Km 21 en 42 minutos. Por último, el itinerario describió extensamente el equipamiento de los dos ferrocarriles que atravesaban Vintter mostrando leves diferencias entre ambas estaciones General Lorenzo Vintter, lo que sugiere la construcción de una segunda estación homónima dedicada al ferrocarril remolachero ya estaba construida.
El itinerario del 3 de enero de 1946 abordó las líneas del Estado y se concentró en las Líneas Patagónicas. Puntualmente, el ferrocarril mostraba el descenso de la actividad producto del cierre del ingenio. Esto se demuestra en que las frecuencias se habían reducido a solo un día para trenes mixtos de pasajeros y su servicio de cargas pasó a ser condicional en un solo día a la semana. En cuanto al servicio de pasajeros, era operado por trenes mixtos en forma ascendente los sábados desde Vintter a las 16:15 y arribando a Sosa desde las 20:45. El descenso iniciaba el lunes desde Sosa a las 9:15 y terminando en Vintter a las 13:45 con una notable reducción de los tiempos. Por otro lado, se describió por primera vez al viaje de cargas pasaron a ser condicionales y partían desde Vintter los martes a las 12:00, con parada a las 12:50 en Kilómetro 21 y para arribo a Sosa a las 18:05. Mientras que el regreso se ejecutaba el miércoles desde Sosa a las 9:00, visita a las 14:25 a Kilómetro 21 y culminación en Vintter a las 15:25. En cuanto a las distancias para ir hasta Km 21 se precisaban 42 minutos en trenes mixtos y 50 en cargueros. En tanto, el itinerario informó que solo las estaciones General Lorenzo Vintter y General Conesa tenían personal para manejar a los demás puntos. Por último, la estación dejó de verse como el kilómetro 0 del ramal remolachero, apareciendo a 100 metros del verdadero punto de inicio del ramal al Valle del Río Negro, esta distancia se corresponde con la ubicación de la otra estación Vintter; verdadero inicio del ferrocarril de trocha angosta que fue oficializada a partir de este documento.
El mismo itinerario con fecha el 15 de diciembre de 1946 fue presentado por otra editorial. En este documento se hizo mención menos detallada de los servicios de pasajeros de este ferrocarril y se omitió el servicio de cargas. La otra gran diferencia es que se volvió a describir la combinación con Bs. As. De este modo, el viaje partía desde Constitución el viernes a las 17:52, luego el sábado a las 11:50 se alcanzaba Carmen de Patagones y a las 15:49 se arribaba Vintter. Posteriormente, tras un trasbordo se partía desde Vintter a las 16:15 para alcanzar la punta de riel Sosa a las 20:45. Finalmente, la vuelta se producía el lunes desde Sosa a las 9:15 y arribo a Vintter a las 13:45. Luego, se transbordaba para partir en la vía ancha desde Vintter a las 14:58 y arribaba a Constitución a las 14:05 del martes.
El itinerario del 13 de diciembre de 1948 repitió las mismas condiciones que en itinerario anterior de 1946 y fue el último documento que describió el ramal interno al Ingenio San Lorenzo; aunque se repitió los mismos datos del itinerario de 1940.
El itinerario del 26 de mayo de 1952 abordó las líneas del Ferrocarril Roca que incluyó al ramal. El documento continuó informando que el ferrocarril seguía con una sola frecuencias para trenes mixtos de pasajeros y su servicio de cargas aun era condicional en un solo día a la semana y se realizó la supresión del ramal al ingenio que partía desde esta estación. Los tiempos y condiciones de la línea continuaron sin modificaciones, con un leve empeoramiento del viaje de cargas en 5 minutos. El itinerario ratificó la existencia como en el itinerario de 1946 en forma indirecta al indicar el inicio del ramal de trocha angosta a 100 metros de la estación de trocha ancha.
El último itinerario fue el de 1960 y constituye el último registro de la línea. En el documento se ve a la línea completamente integrada en el mapa de Ferrocarril Roca y no se volvió a informar del empalme y el ramal al ingenio. Esto confirmó la clausura notificada en el informe de 1958. El itinerario suprimió el viaje de cargas y dejó un solo viaje en trenes mixtos. De este modo, el único viaje en trenes mixtos partía los martes desde Vintter a las 17:30 y arribo a Sosa a las 21:50. En tanto, el regreso desde Sosa se efectuaba los jueves desde las 7:10 y culminación en Vintter a las 11:40. Las distancias tu vieron una leve mejoría pasando el viaje más rápido a Km 21 era de 42 minutos. Las combinaciones eran posibles los martes tras arribar las formaciones desde Bs. As. a Vintter a las 17:04 se hacía un trasbordo que demoraba casi media hora en volver a salir hacia el ramal de trocha angosta. En tanto, cuando los trenes mixtos arribaban desde Sosa los jueves a las 11:40 se podía partir a las 15:22 o 17:04 rumbo Bariloche o proseguir a Buenos Aires el mismo martes.

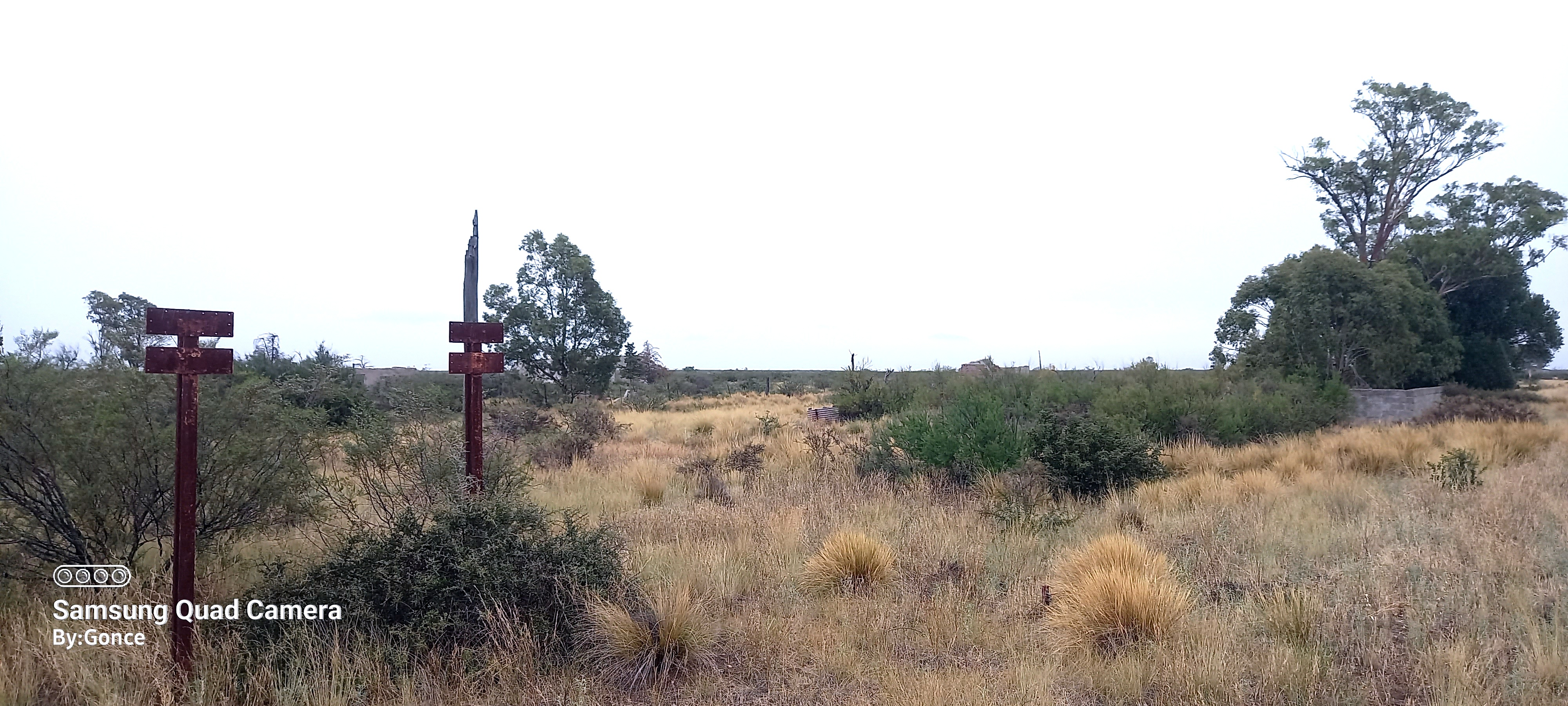
Antiguo cartel nomenclador vandalizado con restos de viviendas.

## Servicios
Por sus vías transitan formaciones de cargas y de pasajeros de la empresa Tren Patagónico S.A.. Los trenes de pasajeros no presentan parada en esta estación.

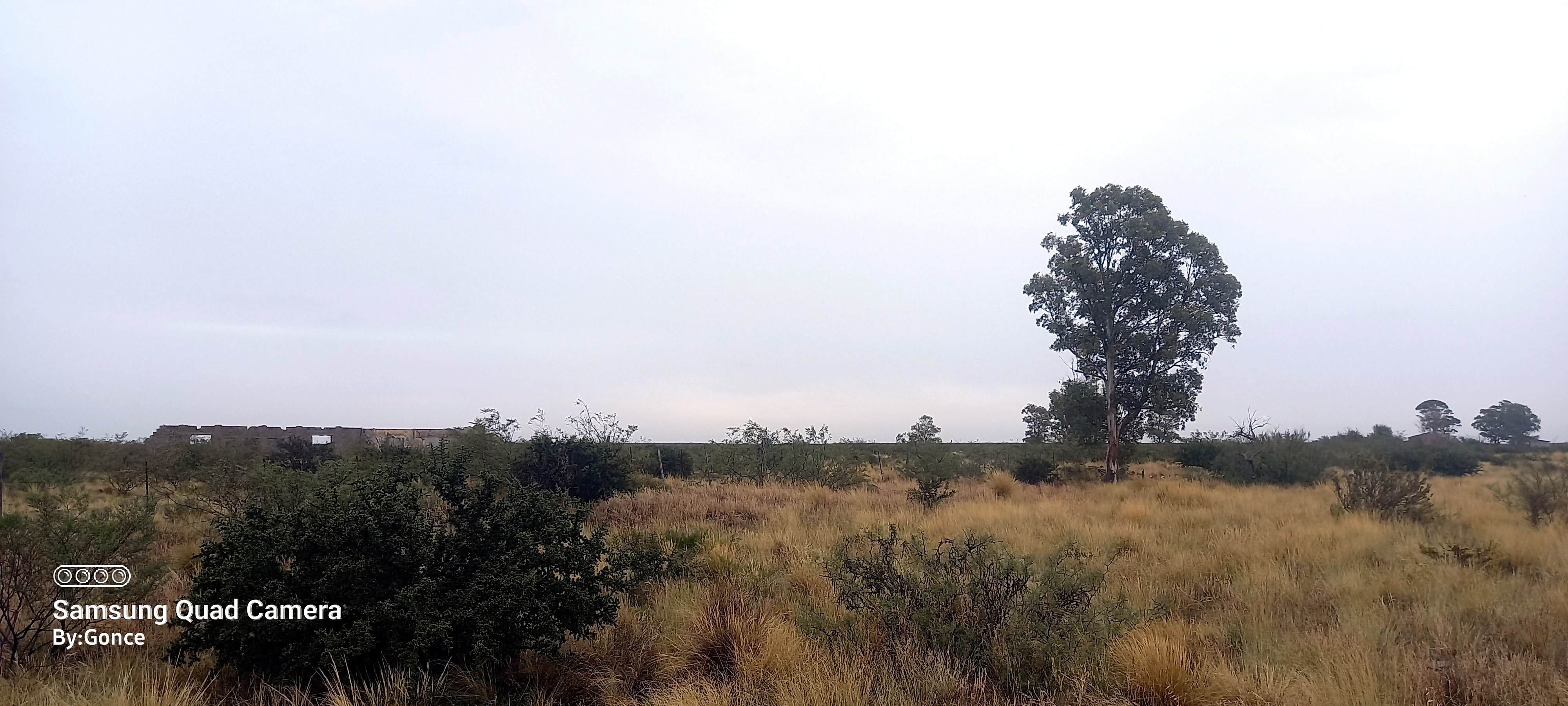
Ruinas de la escuela que supo tener el abandonado poblado. Ubicación próxima a las estaciones.
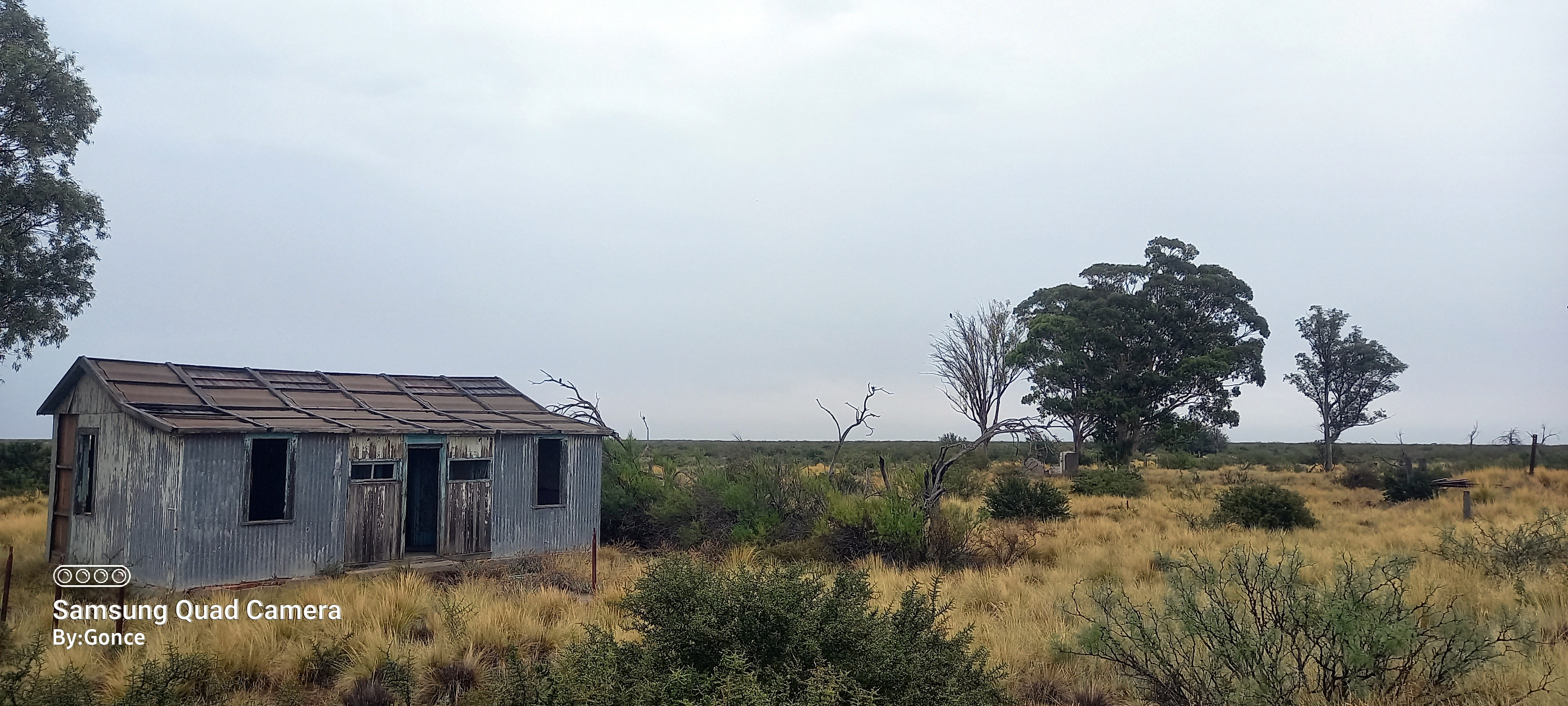
Vivienda de chapa abandonada próxima a las estaciones.
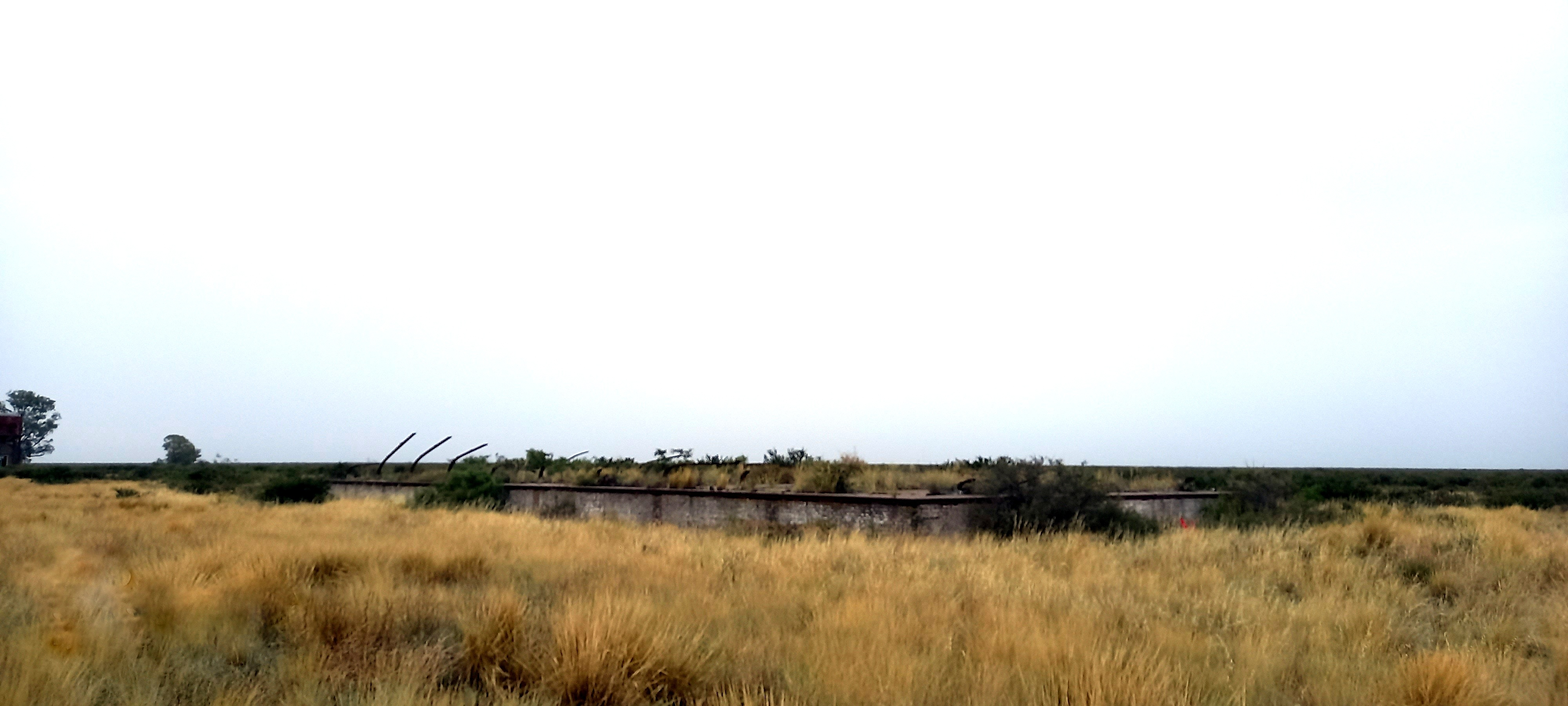
Restos del galpón de cargas frente a las estaciones Vintter.
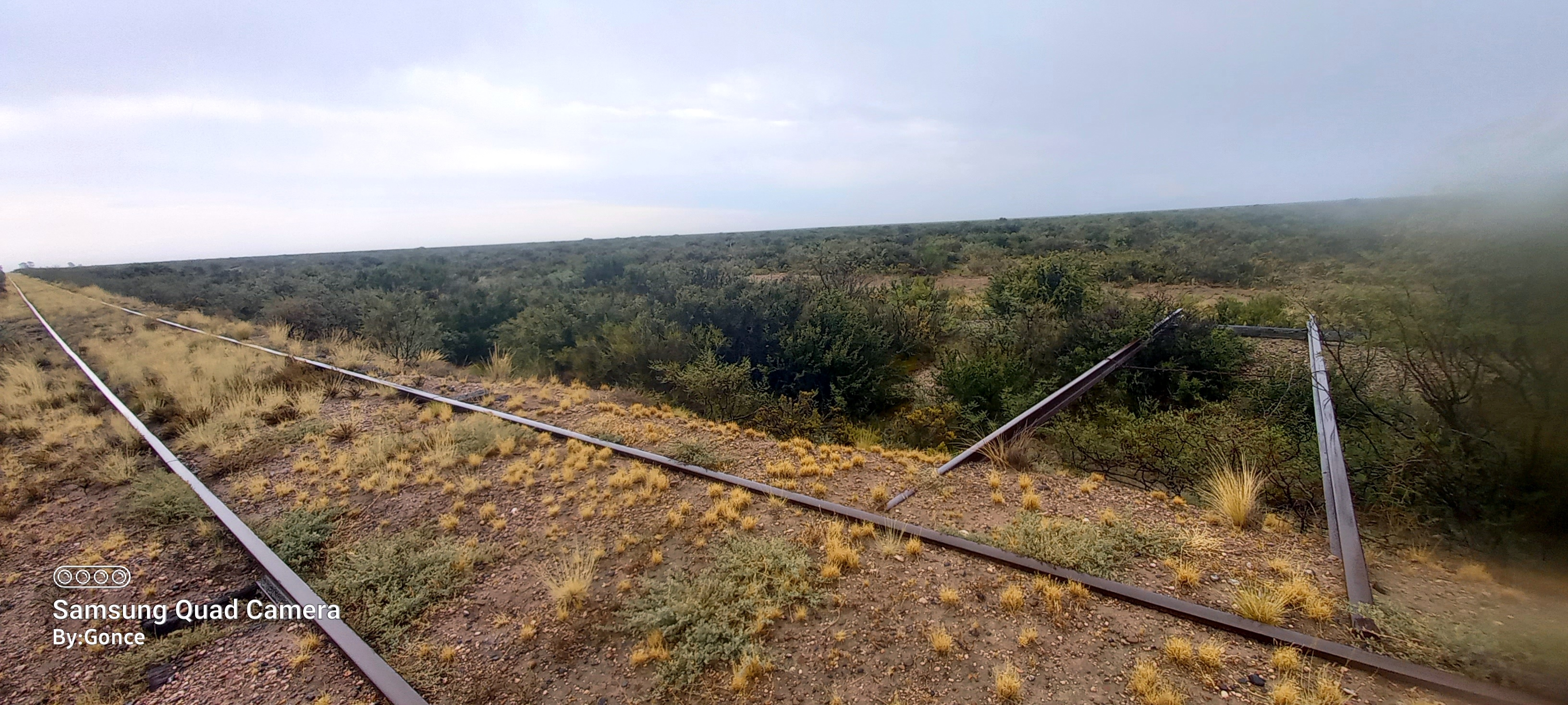
Lugar cercano de empalmecon la vía de 0,75. La vista es hacia Vintter y ya no tiene el tercer riel.
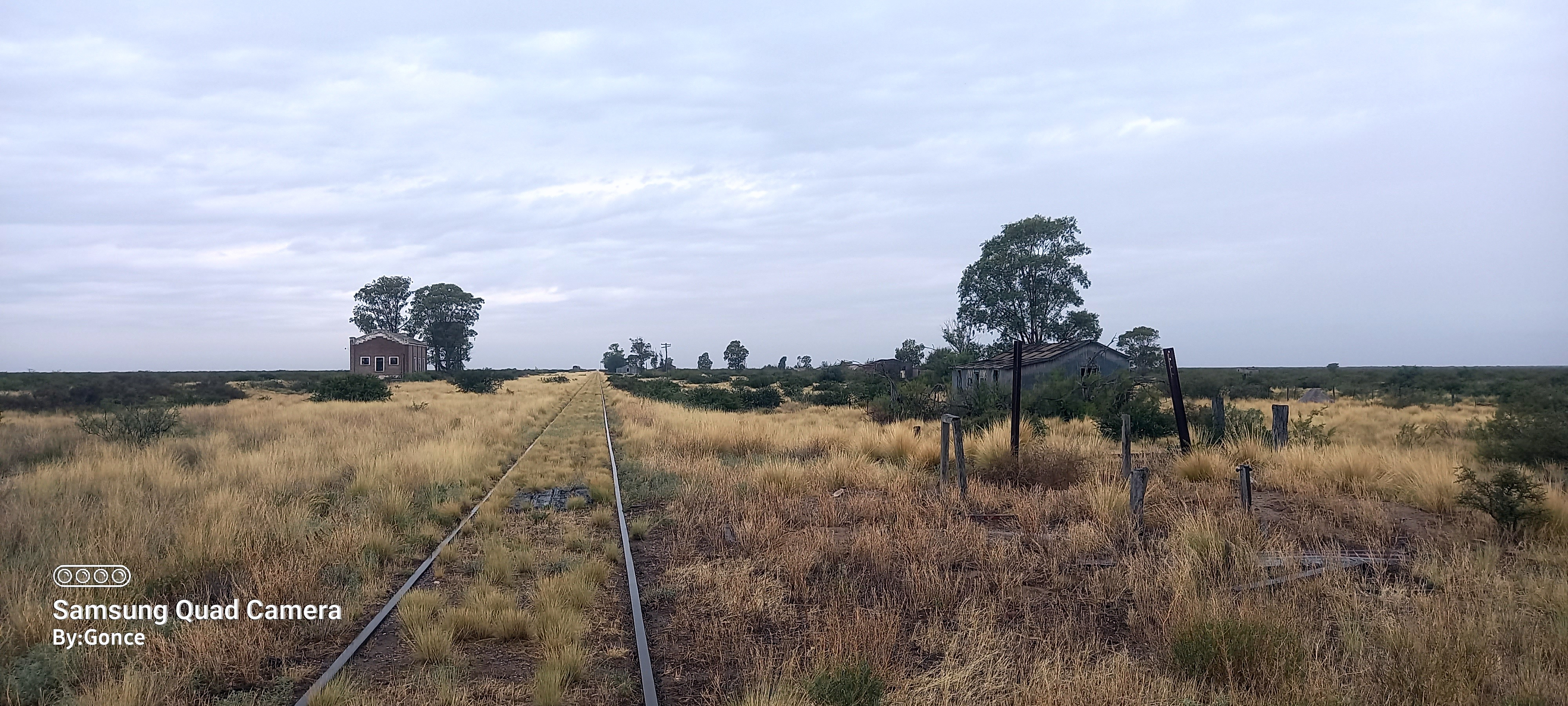
Segundo cartel nomenclador en dirección oeste roto con vista a la vegetación en lo que fue el poblado que aun persiste.
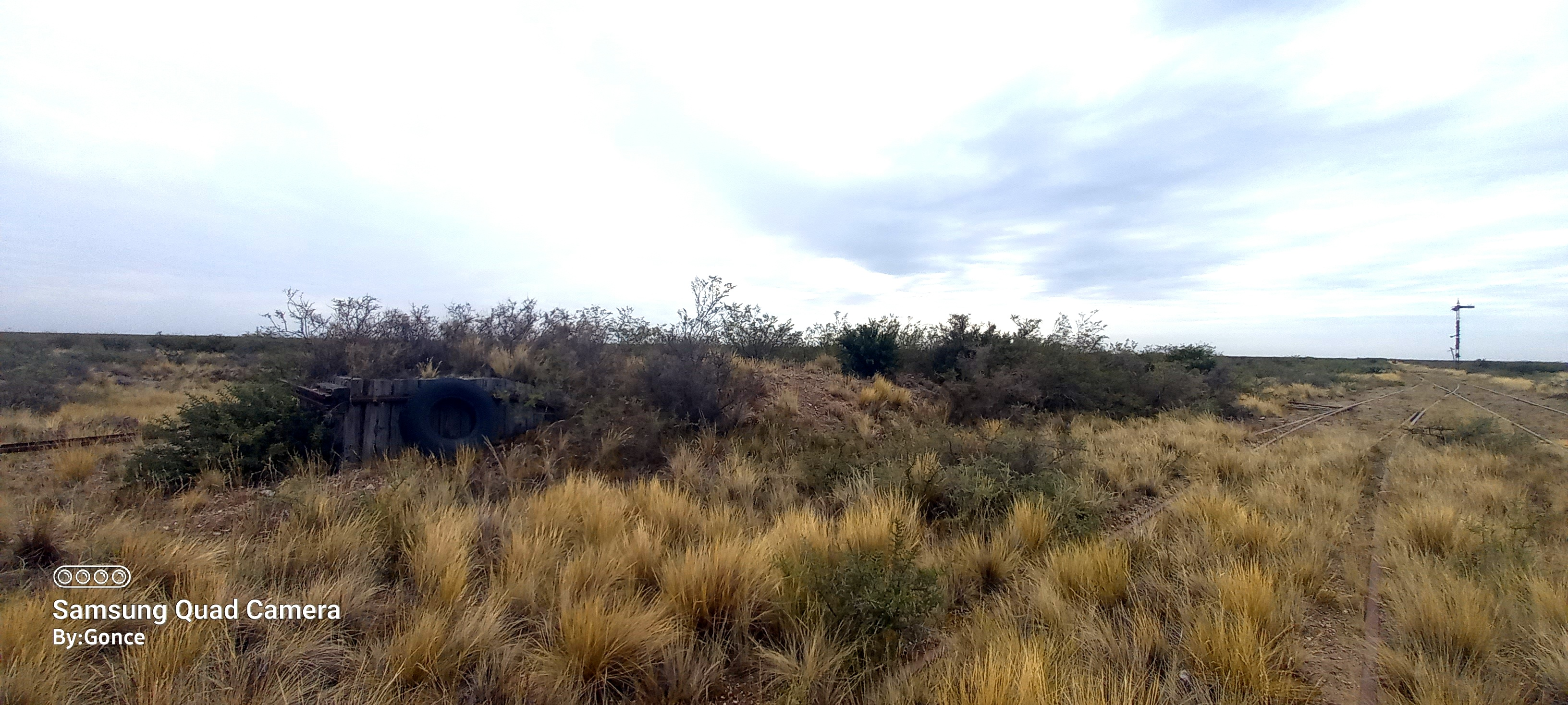
Rampa de punta destinada a diversas cargas.
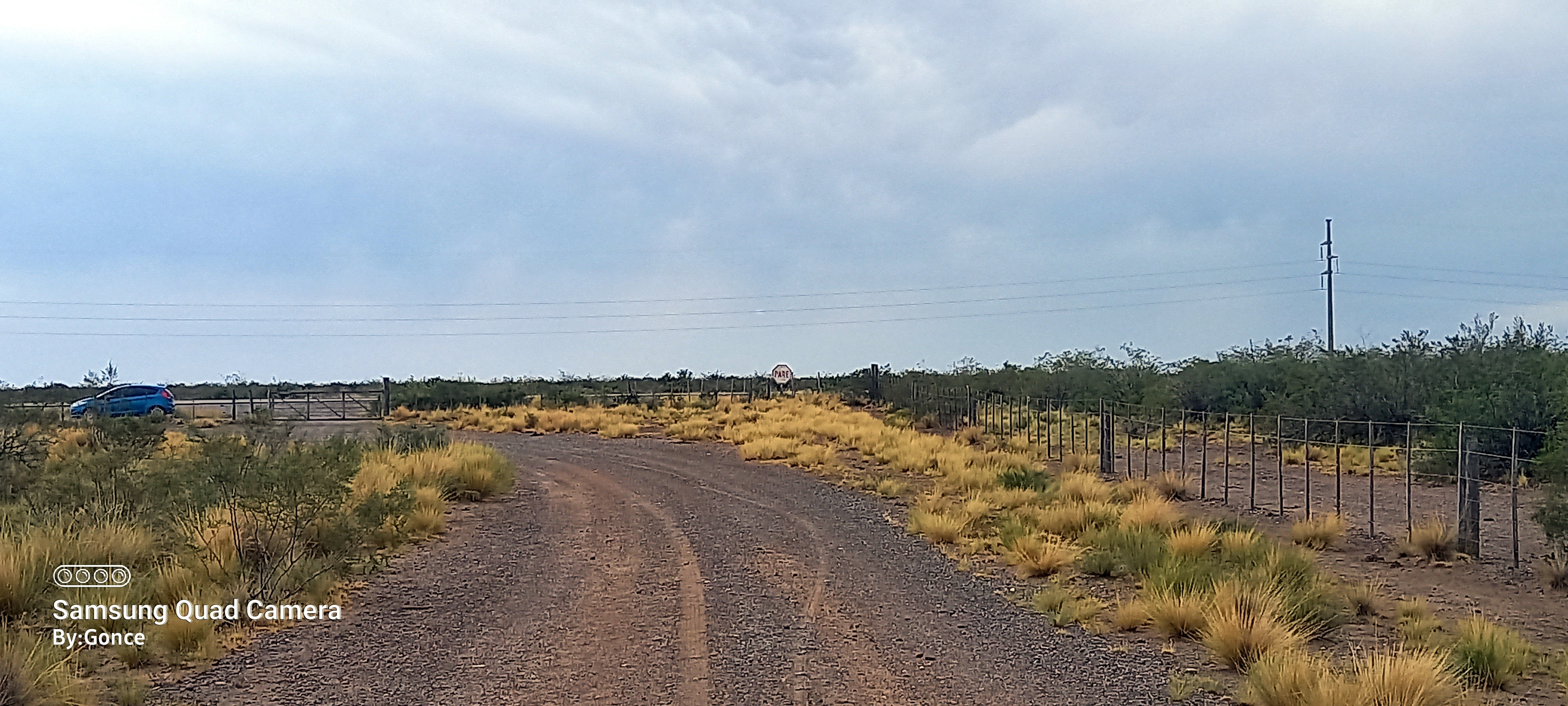
Antigua ruta de ripio a Vintter hoy cerrada por los estancieros para evitar delitos
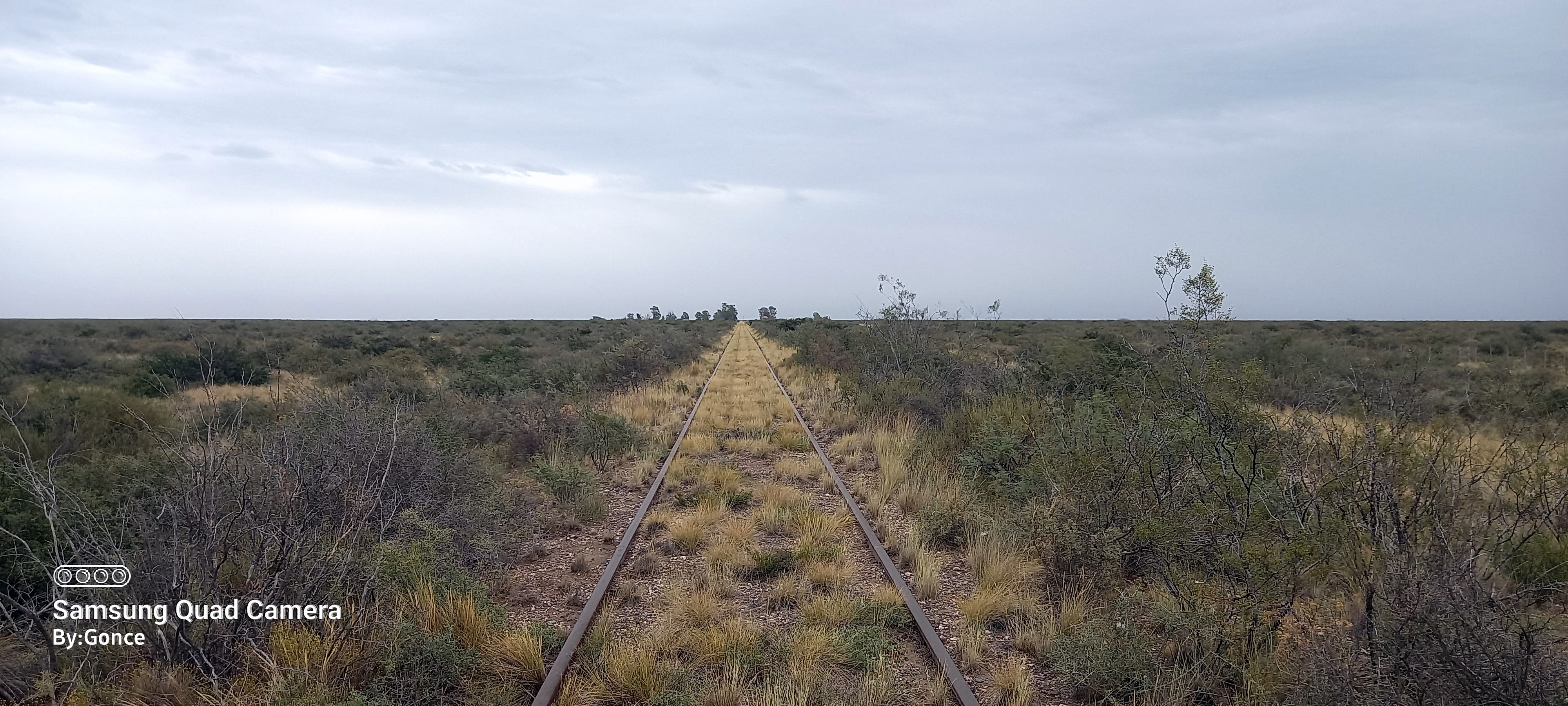
La vía desde Nuevo León hacia Vintter.
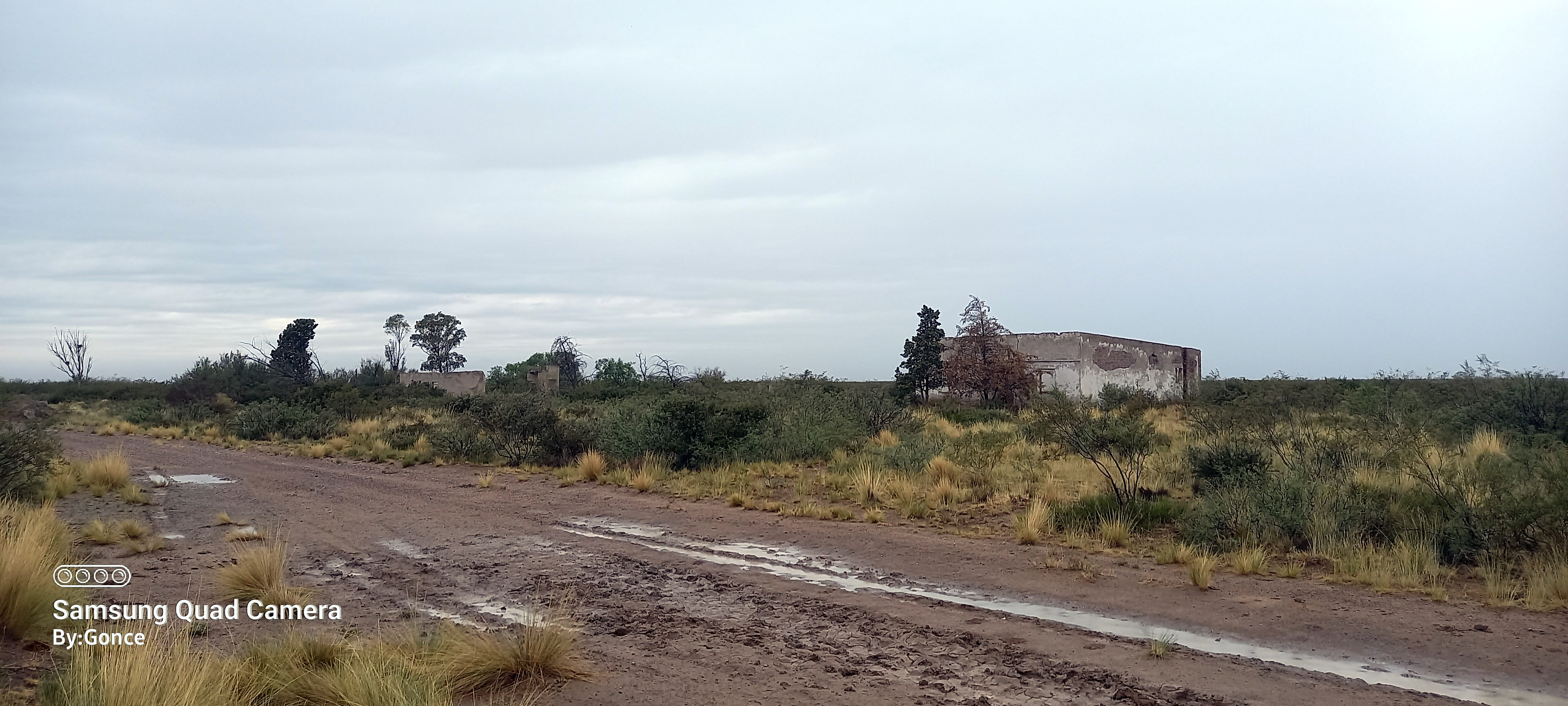
Última de las calles apenas visibles del poblado hoy convertida en camino comunal de las estancias.
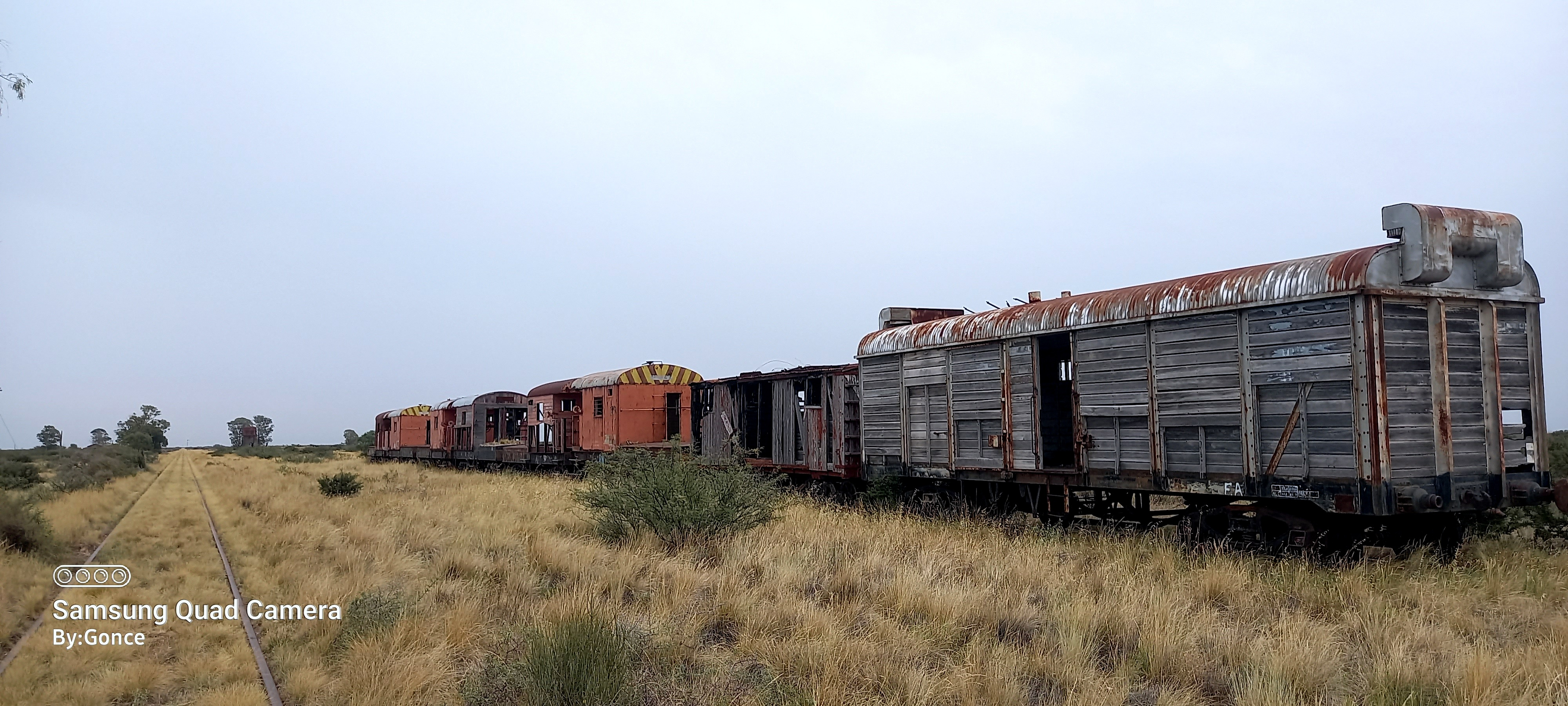
Gran cantidad de vagones de cargas y furgones abandonados en los desvíos cercanos de la estación.
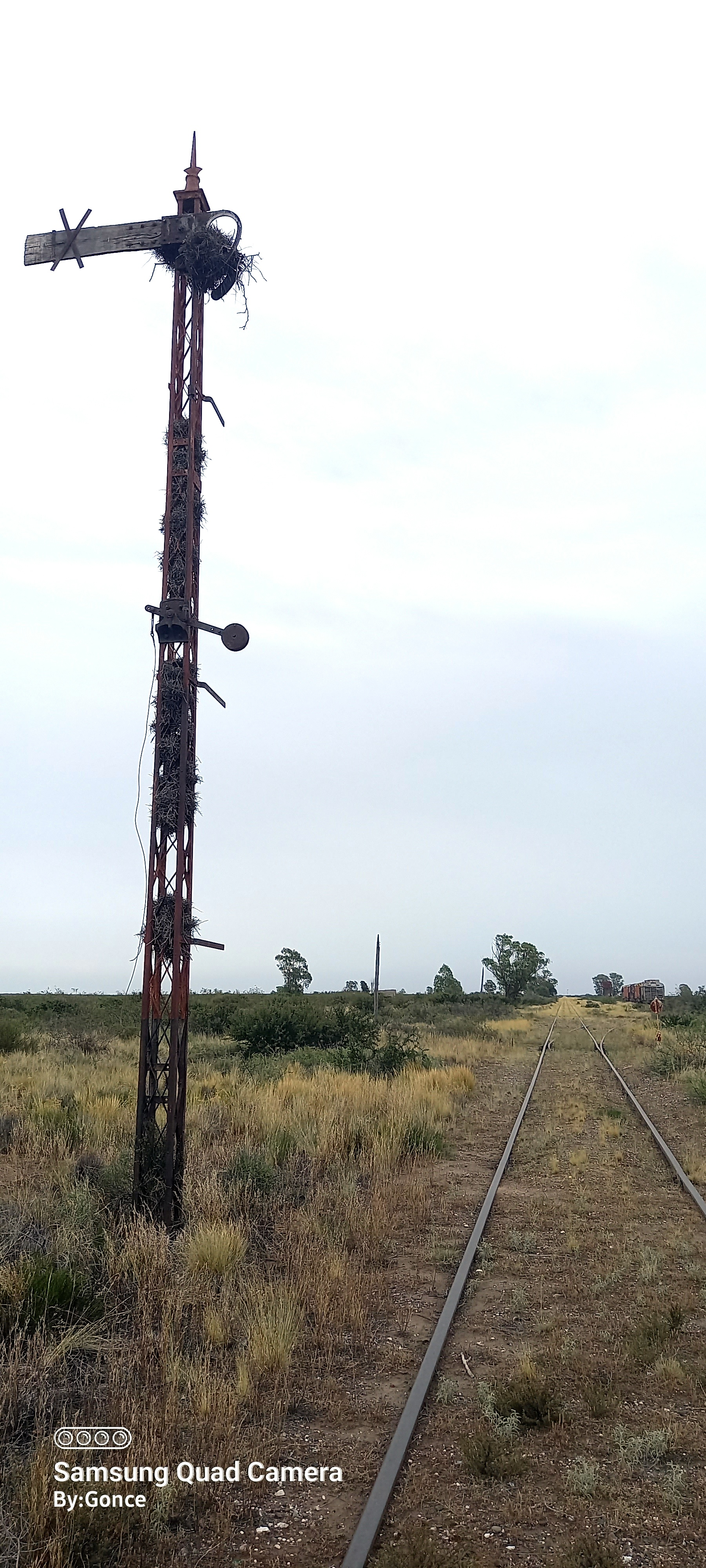
Señal ferroviaria en abandono en la entrada del pueblo abandonado.
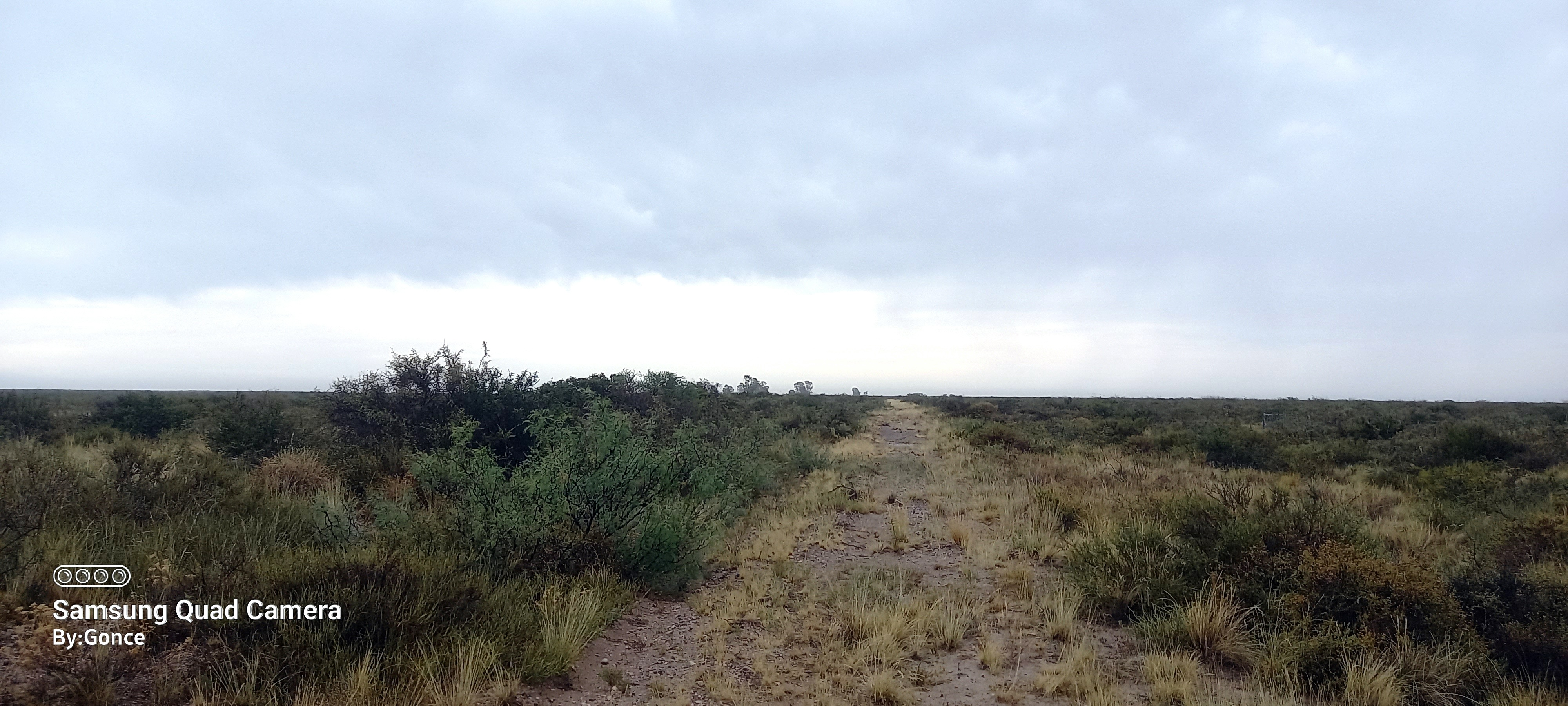
Terraplén de un desvío de la línea al Valle del Río Negro sin vías al costado de la red de trocha ancha a Bariloche.